# حلم ليلة منتصف الصيف (فلم 1999)
حلم ليلة منتصف الصيف  (بالإنجليزية: A Midsummer Night's Dream) هو فيلم كوميدي تم إنتاجه في إيطاليا والمملكة المتحدة وصدر في سنة 1999. الفيلم من إخراج مايكل هوفمان، ومن بطولة كيفين كلاين وميشيل فايفر وستانلي توكسي وكاليستا فلوكهارت وكريستيان بيل. الفيلم مُقتبسٌ من مسرحيّة حلم ليلة منتصف الصيف لوليم شكسبير.

## الممثلون والشخصيات
- كيفين كلاين
- ميشيل فايفر
- ستانلي توكسي
- كاليستا فلوكهارت
- كريستيان بيل
- سام روكويل
- دومينيك واست
- ديفيد ستراثيرن (بدور: ثيسيوس)
- صوفي مارسو

## الميزانية والإيرادات
بلغت تكلفة إنتاج الفيلم حوالي 11 مليون دولار بينما حقق أرباحا تقدر بـ 16,071,990 دولار.

## وصلات خارجية
- مقالات تستعمل روابط فنية بلا صلة مع ويكي بيانات